# Beschorneria septentrionalis
Beschorneria septentrionalis är en sparrisväxtart som beskrevs av García-mend. Beschorneria septentrionalis ingår i släktet Beschorneria och familjen sparrisväxter. Inga underarter finns listade i Catalogue of Life.

## Bildgalleri

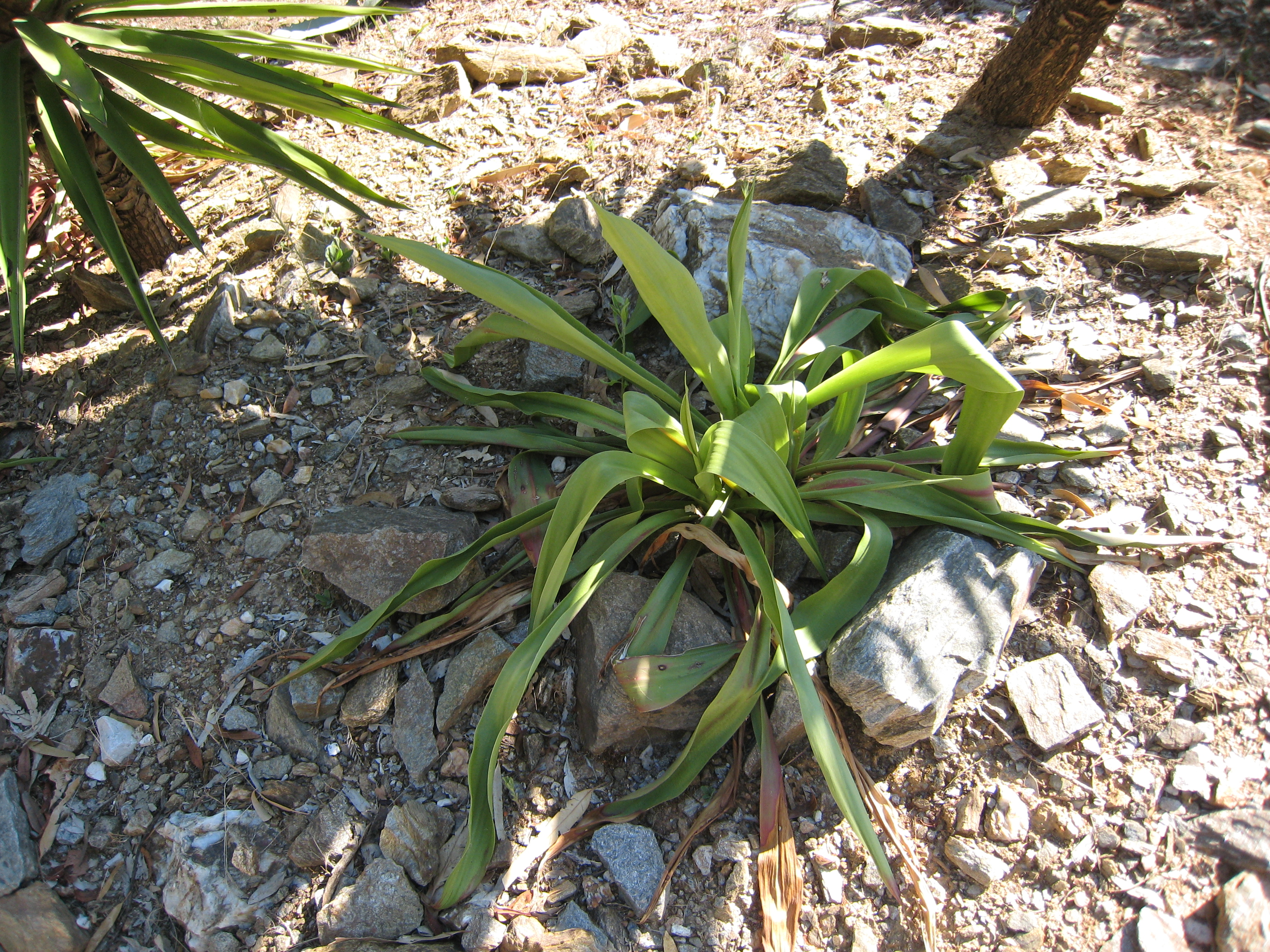